# 你的色彩
你的色彩（義大利語：Qui Con Me）是中国美声组合声入人心男团演唱的歌曲，由洛珊·西門、George Komsky和Ivo Moring作曲。Saverio Principini创作意大利文歌词，程何中文填词。同年3月27日，歌曲由环球音乐旗下的迪卡唱片公司作为单曲发行。

## 背景信息
2020年3月，声入人心男团作为第四轮奇袭歌手参加《歌手·当打之年》，用意大利语和中文演唱《你的色彩》，并奇袭成功。

## 音乐制作
环球唱片邀请了英國制作人，通过隔空云制作模式完成了录音。歌曲由吴庆隆，Ruth Ling编曲，英國音樂製作人Nick Patrick制作。